# 白坪
白玶（1482年—？），字良甫，號石岩，直隸真定府冀州南宮縣人，民籍，明朝政治人物。

## 生平
正德十一年（1516年）丙子科順天府鄉試第九十八名舉人。正德十二年（1517年）中式丁丑科會試第一百六十一名，登第三甲第二百一十七名進士。刑部观政，授行人司行人，升司副，改员外郎，升郎中，出为開封府知府，调登州府，致仕。

## 家族
曾祖白景祥；祖父白整；父白聰。前母王氏；母池氏。具庆下。兄白玉（府经历）、白璋（義官）。